# 圣伊米耶 (伊泽尔省)
圣伊米耶（法語：Saint-Ismier，法語發音：[sɛ̃.t‿imje] ⓘ）是法国伊泽尔省的一个市镇，位于该省中东部，属于格勒诺布尔区。

## 地理
圣伊米耶（45°14'55"N, 5°49'37"E）面积14.9 平方千米，位于法国奥弗涅-罗讷-阿尔卑斯大区伊泽尔省，该省份为法国东南部内陆省份，北起顺时针与安省、萨瓦省、上阿尔卑斯省、德龙省、阿尔代什省、卢瓦尔省和罗讷省。
与圣伊米耶接壤的市镇（或旧市镇、城区）包括：圣纳泽尔莱塞姆、圣皮埃尔-德沙特勒斯、勒萨佩昂沙特勒斯、勒韦尔苏、维拉尔博诺、比维耶、多梅讷、蒙博诺-圣马丹。

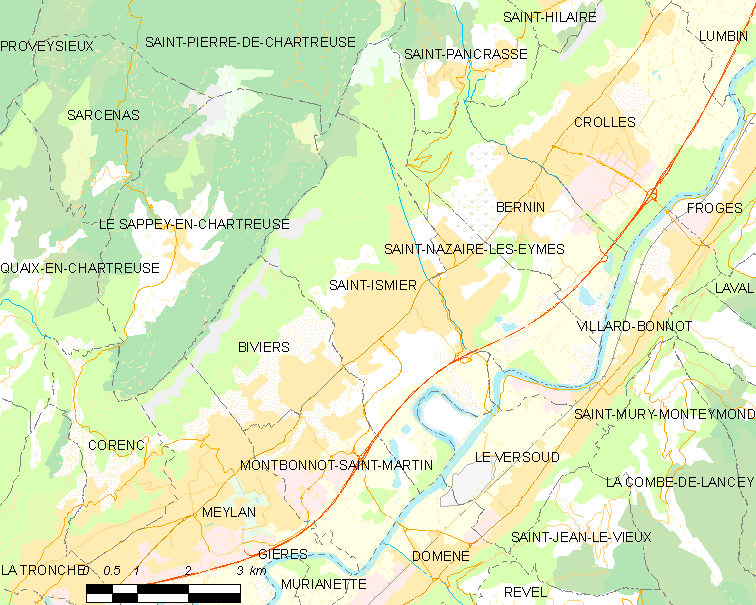
的OSM定位图

圣伊米耶的时区为UTC+01:00、UTC+02:00（夏令时）。

## 行政
圣伊米耶的邮政编码为38330，INSEE市镇编码为38397。

## 政治
圣伊米耶所属的省级选区为中格雷西沃当县。

## 人口

1962-2008年间人口变化图示

圣伊米耶于2022年1月1日时的人口数量为7087人。